# 384-та піхотна дивізія (Третій Рейх)
384-та піхотна дивізія (Третій Рейх) (нім. 384. Infanterie-Division) — піхотна дивізія Вермахту, що входила до складу німецьких сухопутних військ у роки Другої світової війни. Дивізія сформована у січні 1942 року, билася на Східному фронті на південному фланзі німецько-радянської війни, в січні 1943 року розгромлена в Сталінградській битві. Згодом відтворена вдруге, вела бої в Південній Україні та Молдові. У серпні 1944 року знищена в битві з радянськими військами в Другій Яссько-Кишинівській операції.

## Історія

### 1-ше формування
384-та піхотна дивізія сформована 10 січня 1942 року на навчальному центрі Кенігсбрюк (нім. Truppenübungsplatz Königsbrück) у IV військовому окрузі під час 18-ї хвилі мобілізації вермахту.

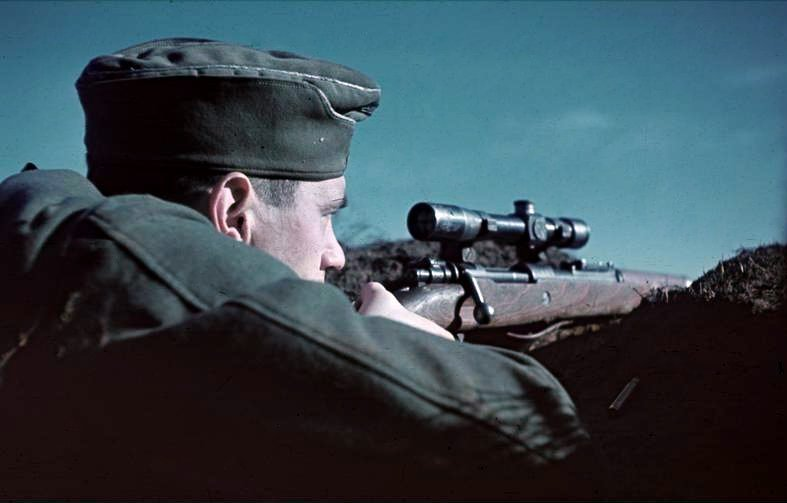
Німецький снайпер під час битви за Сталінград. Вересень 1942

У квітні 1942 року з'єднання перекинули до південного сектору Східного фронту, де після зосередження у Костянтинівці дивізія увійшла до складу XXXXIV армійського корпусу 17-ї армії, яка займалася підготовкою за планом операції «Блау» — нового генерального наступу військ вермахту в напрямку Волги та Кавказу.

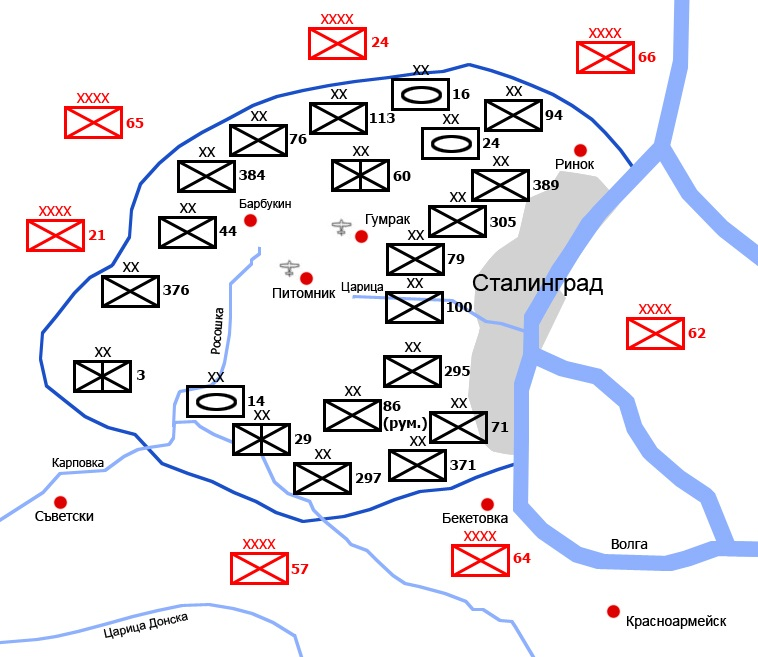
Дислокація німецьких військ в обложеному Сталінграді.

Однак, у перший бій підрозділи 384-ї піхотної дивізії вступили ще до настання німецького наступу. У травні 1942 року під час кривавої другої битви за Харків, щоб відбити небезпечний радянський наступ, німецьке командування застосувало частину своїх резервів, у тому числі 384-ту дивізію. Бої в районі Барвінкове проти військ радянської 9-ї армії. Після розгрому наступу Південно-Західного і правого крила Південного фронтів Червоної армії, німецькі війська завдали контрудар східніше від Харкова і, розвиваючи успіх у глибину, з'єдналися з 6-ю армією генерала Ф. Паулюса. У Харківському «мішку» опинилося велике угруповання радянських військ, що налічувало до 240 тис. осіб, понад 2 тис. танків і близько 1,3 тис. артилерійських гармат. До початку червня 1942 року оточене угруповання було знищене.
28 червня 1942 року вермахт розпочав операцію «Блау». 384-та піхотна дивізія взяла участь у наступі: бої під Дудківкою, Куп'янськом, Бугаївкою, Білим Колодязем, на річці Оскіл.
Надалі дивізія, діючи у складі XVII, VIII та XI армійських корпусів 6-ї армії генерала Паулюса, брала активну участь у бойових діях на сталінградському напрямку. З вересня частини піхотної дивізії б'ються на північних підступах до Сталінграда.
19 листопада 1942 року Червона армія розпочала загальний стратегічний наступ за планом операції «Уран». 384-та піхотна дивізія перебувала у другому ешелоні 6-ї армії й після глибокого обхідного маневру радянських військ, з'єднання опинилося в «сталінградському» мішку.
У січні 1943 року розтрощена 384-та піхотна дивізія разом з іншими німецькими дивізіями оточеного угруповання військ вермахту капітулювала військам Донського фронту генерала К.Рокоссовського. Через 2 дні капітулювала решта оточених військ 6-ї армії генерал-фельдмаршала Ф.Паулюса (14-та, 16-та і 24-та танкові, 3-тя, 29-та і 60-та моторизовані, 100-та егерська, 44-та, 71-ша, 76-та, 79-та, 94-та, 113-та, 295-та, 297-ма, 305-та, 371-ша, 376-та і 389-та піхотні дивізії).

### 2-ге формування
Вдруге формування 384-ї піхотної дивізії розпочалося 18 лютого 1943 рок з рештки дивізії, за рахунок вцілілих бійців та резервів Сухопутних військ у районі Сент-Омер, Ер-сюр-ла-Ліс, Азебрук на території окупованої Франції. До жовтня 1943 року дивізія перебувала в стадії формування, проводила заходи бойової підготовки та здійснювала бойове злагодження своїх підрозділів. До кінця жовтня 384-та дивізія здійснила перегрупування в район Кіровограда, де згодом увійшла до LII армійського корпусу генерал-лейтенант Ганса-Карла фон Шиле. Під ударами Червоної армії дивізія вела оборонні бої під Новою Прагою, Спасове, Новим Стародубом, Верблюжкою, Дубівкою, Куцівкою, Червоною Кам'янкою, відступаючи на захід Південною Україною та Молдовою до румунського кордону. Протягом зими-весни 1944 року дивізія у складі XXX армійського корпусу генерала артилерії Максиміліана Фреттер-Піко утримувала оборонні позиції по Дністру північніше Бендер, відбиваючи наступ Червоної армії на Румунію.
У серпні 1944 року розгромлена в ході Другої Яссько-Кишинівської операції. Рештки формування пішли на доукомплектування 76-ї піхотної дивізії та повторне формування 15-ї піхотної дивізії. Офіційно 384-та піхотна дивізія розформована 10 жовтня 1944 року.

## Райони бойових дій
- Німеччина (січень — травень 1942);
- Східний фронт (південний напрямок) (травень — жовтень 1942);
- Східний фронт (Сталінград) (жовтень 1942 — січень 1943);
- Франція (лютий — листопад 1943);
- Східний фронт (південний напрямок) (листопад 1943 — серпень 1944).

## Командування

### Командири
- генерал-лейтенант Курт Гоффманн (нім. Kurt Hoffmann) (10 січня — 12 лютого 1942);
- генерал-лейтенант Еккард фон Габленц (нім. Eccard Freiherr von Gablenz) (13 лютого 1942 — 15 січня 1943);
- генерал-майор Ганс Дорр (нім. Hans Dörr) (16 січня — 23 лютого 1943);
- генерал-лейтенант Ганс де Саланж-Драббе (нім. Hans de Salengre-Drabbe) (24 лютого 1943 — 25 серпня 1944, загинув у бою);

### Підпорядкованість
| Час                     | Корпус         | Армія          | Група армій (округ)            | Штаб                |
| ----------------------- | -------------- | -------------- | ------------------------------ | ------------------- |
| Перше формування        |                |                |                                |                     |
| 1942                    |                |                |                                |                     |
| січень                  | формування     |                | IV військовий округ            | Кенігсбрюк          |
| квітень                 | передислокація | передислокація | передислокація                 | Східна Україна      |
| травень                 | XXXXIV ак      | 17 А           | Група армій «Південь»          | Краматорськ         |
| червень                 | XXXXIV ак      | 1 ТА           | Група армій «Південь»          | Ізюм                |
| липень                  | XVII ак        | 6 А            | Група армій «B»                | Великий закрут Дону |
| серпень                 | VIII ак        | 6 А            | Група армій «B»                | Калач               |
| жовтень                 | XI ак          | 6 А            | Група армій «B»                | Сталінград          |
| грудень                 | —              | 6 А            | Група армій «Дон»              | Сталінград          |
| 1943                    |                |                |                                |                     |
| січень                  | VIII ак        | 6 А            | Група армій «Дон»              | Сталінград          |
| січень (рештки дивізії) |                | АГр «Голлідт»  | Група армій «Південь»          | Великий закрут Дону |
| Друге формування        |                |                |                                |                     |
| квітень                 | формування     | 15 А           | Група армій «D»                | Азебрук             |
| липень                  | XXV ак         | 7 А            | Група армій «D»                | Нормандія           |
| жовтень                 | —              | 15 А           | Група армій «D»                | Франція             |
| листопад                | LII ак         | 1 ТА           | Група армій «Південь»          | Кіровоград          |
| 1944                    |                |                |                                |                     |
| січень                  | LII ак         | 6 А            | Група армій «Південь»          | Нікополь            |
| лютий                   | LII ак         | 8 А            | Група армій «Південь»          | Верблюжка           |
| березень                | LII ак         | 6 А            | Група армій «A»                | Верблюжка           |
| квітень                 | XXX ак         | 6 А            | Група армій «Південна Україна» | Бендери             |
| серпень                 | XXX ак         | 6 А            | Група армій «Південна Україна» | Бендери             |

### Склад
| 1942                                   | 1944                       |
| -------------------------------------- | -------------------------- |
| 534-й піхотний полк                    | 534-й гренадерський полк   |
| 535-й піхотний полк                    | 535-й гренадерський полк   |
| 536-й піхотний полк                    | 536-й гренадерський полк   |
| 384-й артилерійський полк              |                            |
| 384-й розвідувальний батальйон         | 384-й фузілерний батальйон |
| 384-й протитанковий дивізіон           |                            |
| 384-й інженерний батальйон             |                            |
| 384-й дивізійний батальйон зв'язку     |                            |
| 384-те дивізійне управління постачання |                            |
| 384-й запасний батальйон               |                            |